# 鴨母寮興安宮

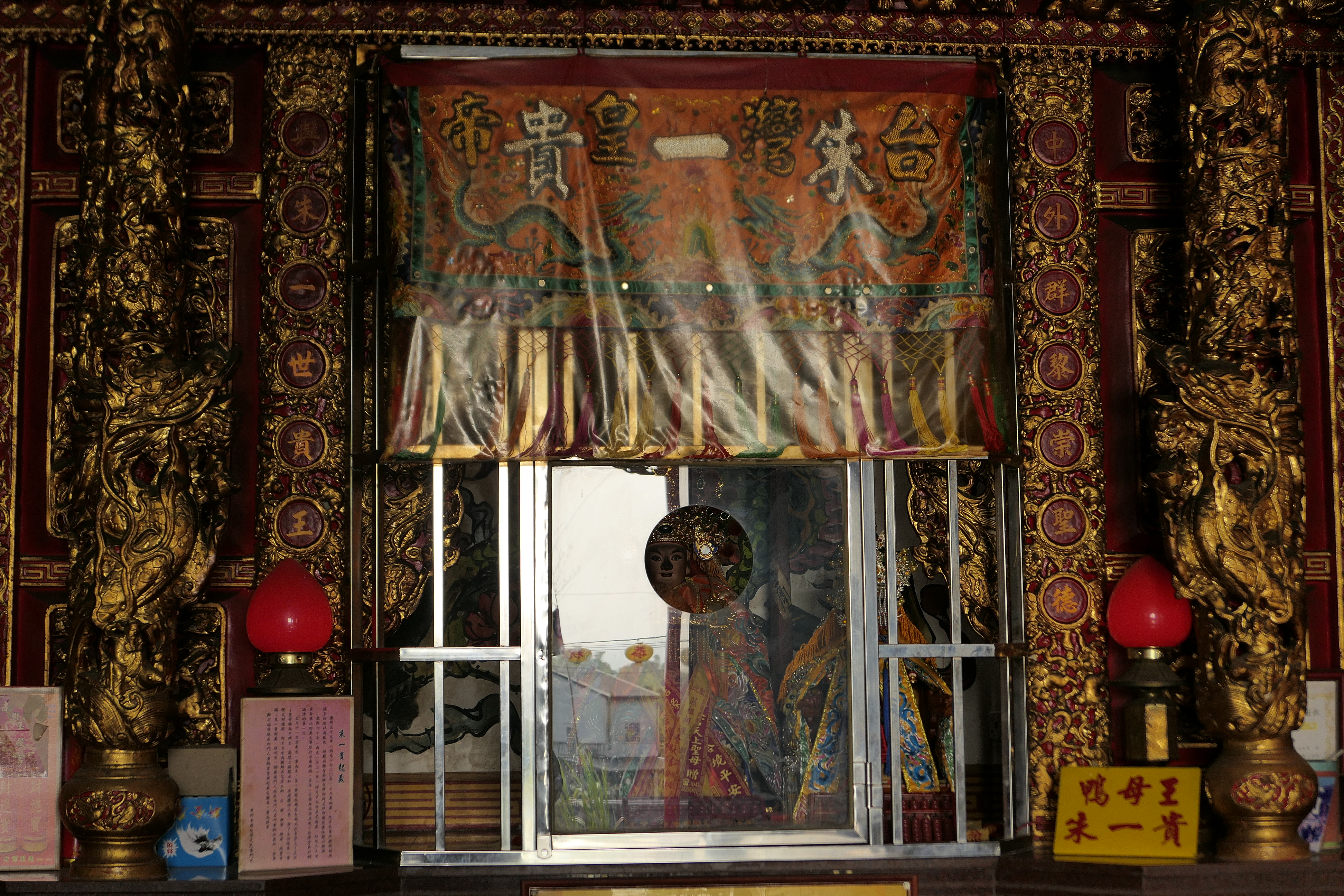
朱一貴神龕

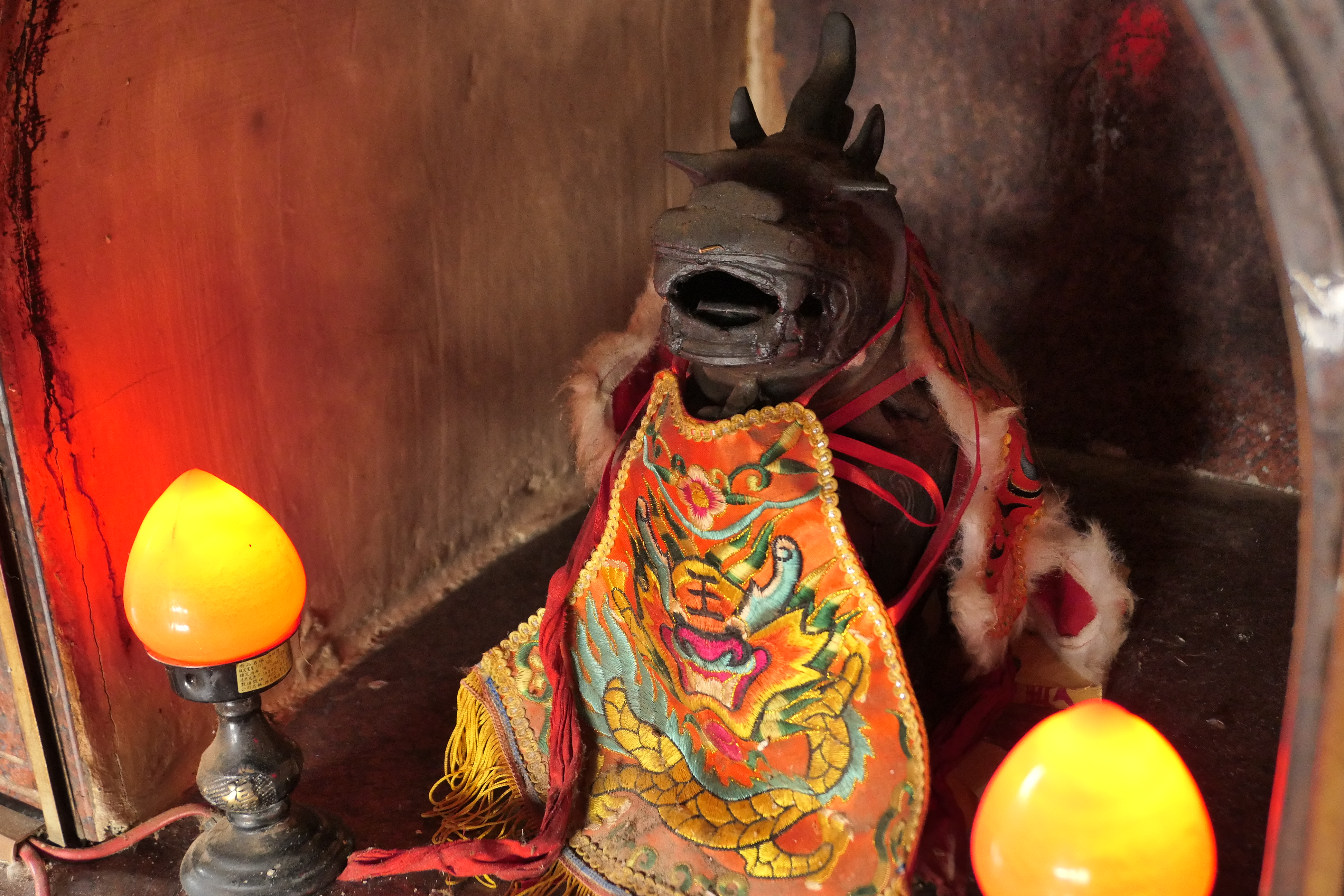
哮天狗神像

鴨母寮興安宮位於臺灣高雄市內門區，主祀天上聖母，此外還有供奉「鴨母王」朱一貴。廟前設有「朱一貴文化園區」，並立有朱一貴的雕像。

## 沿革
鴨母寮興安宮的所在地原本是陳姓家族的公厝，而後地方人士打算興建「朱一貴紀念館」，且獲得臺灣省政府補助部分經費。但因為缺乏文物和募款不易，最後計畫變成興建興安宮，於民國87年（1998年）落成。
之後在民國98年（2009年）年初，內門地方人士爭取到交通部的經費，在廟前建立「朱一貴文化園區」。

## 祀神

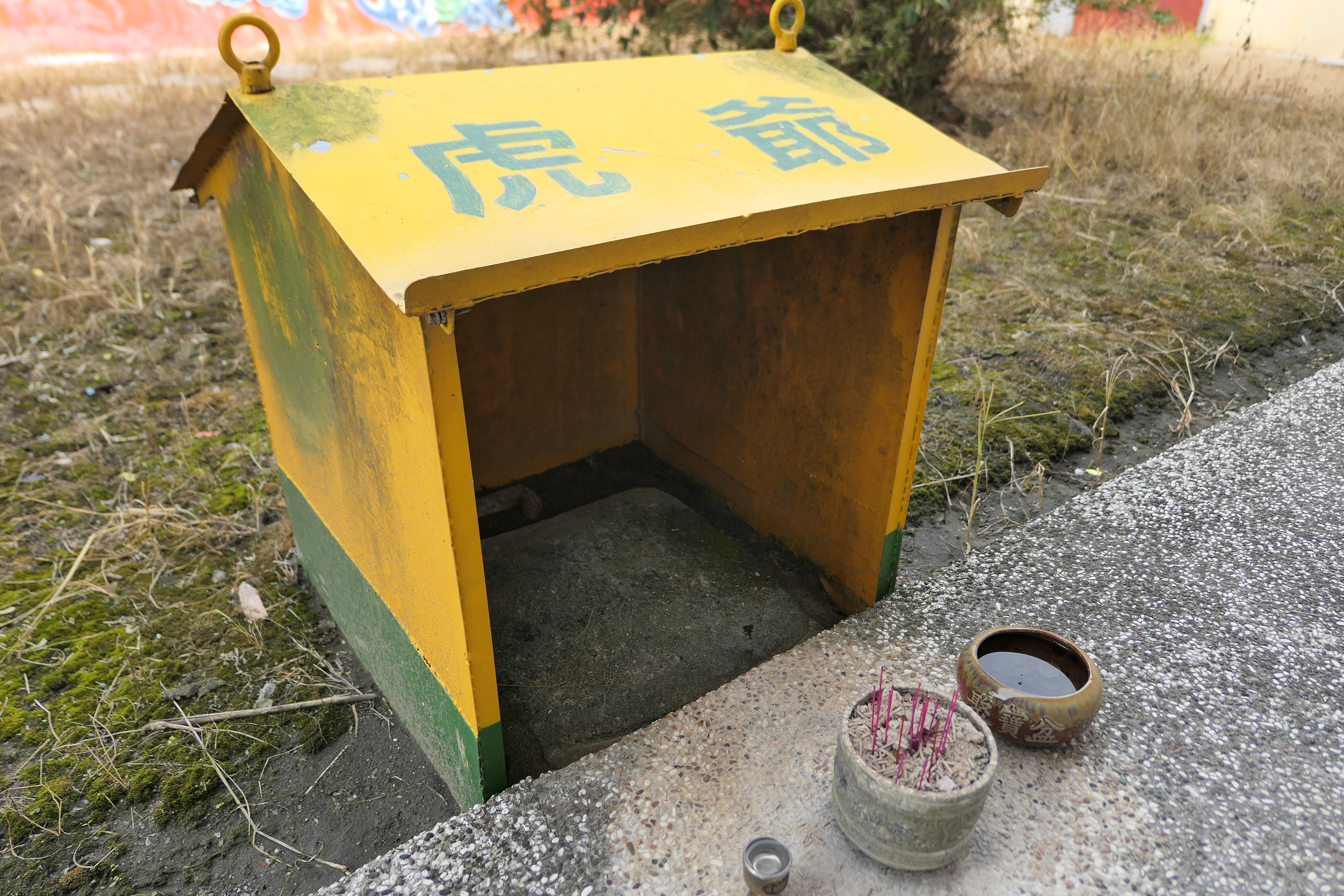
興安宮後面供奉虎爺之處

興安宮正殿中央神龕供奉天上聖母，右邊奉祀福德正神與陳家歷代祖先的牌位，左邊則供奉朱一貴。在朱一貴的神像胸前，掛著一個小算盤，據廟中乩童說法，這算盤可以斷人官運財運。
此外在中央神龕下方，供奉有「哮天狗」。據說是朱一貴「早發神箭」傳說中，害朱一貴過早射箭而未能殺害康熙帝的狗。另外據說朱一貴的神龕下原本供奉著的是虎爺，但因地方不平靜，所以在廟後挖了一個洞，讓虎爺在洞裡閉關，直到地方平靜為止。

## 朱一貴文化園區
在興安宮廟前，有著「鴨王井（中興王井）」與「月眉塘」。鴨王井據說是當年朱一貴部隊取得飲用水之處，而月眉塘則是當年朱一貴養鴨的地方。2009年建設朱一貴文化園區時，在月眉塘上立起朱一貴的雕像，雕像的經費來自內門紫竹寺、內門南海紫竹寺及時任光興里里長林忠順等人。

## 圖片

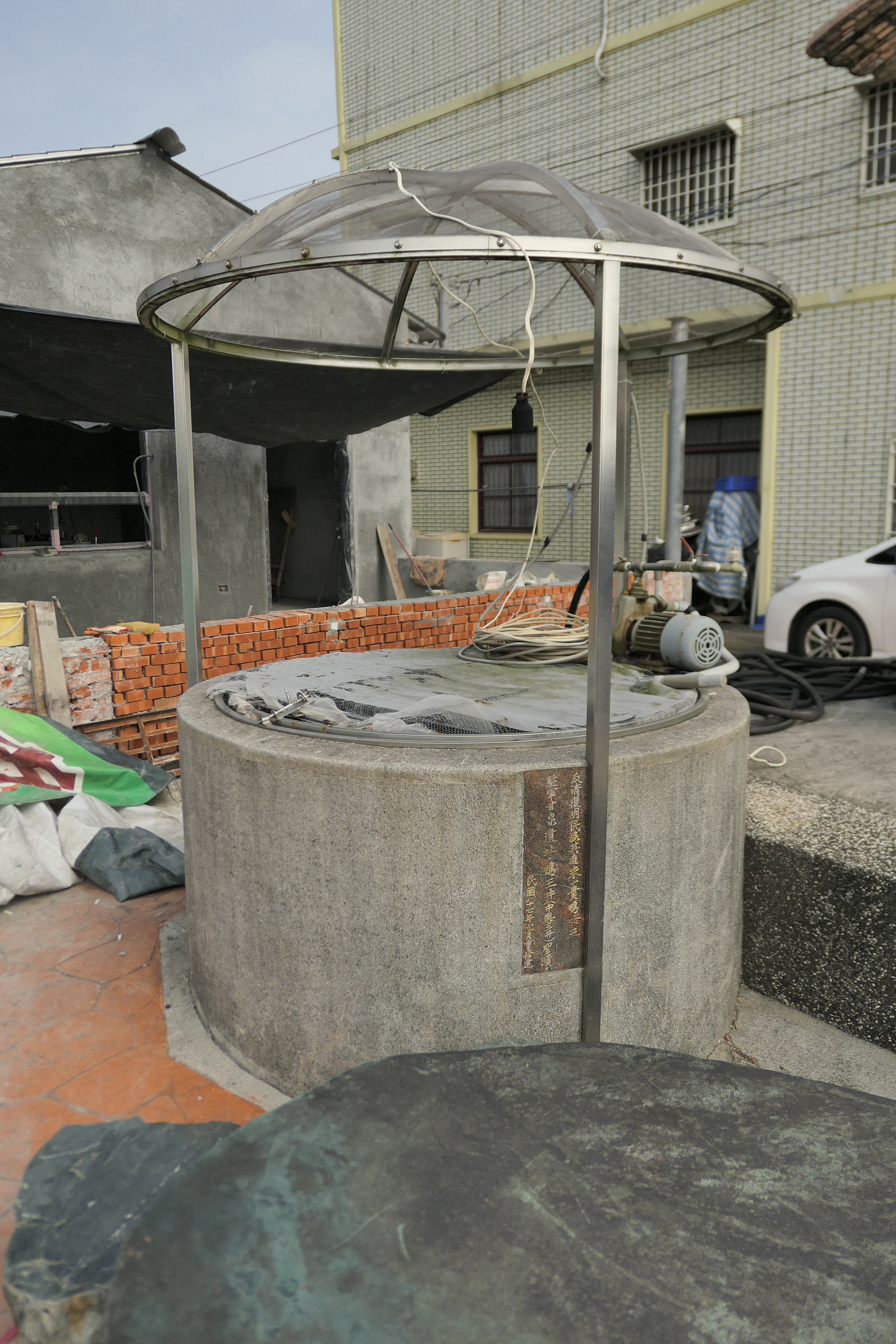
興安宮前鴨王井
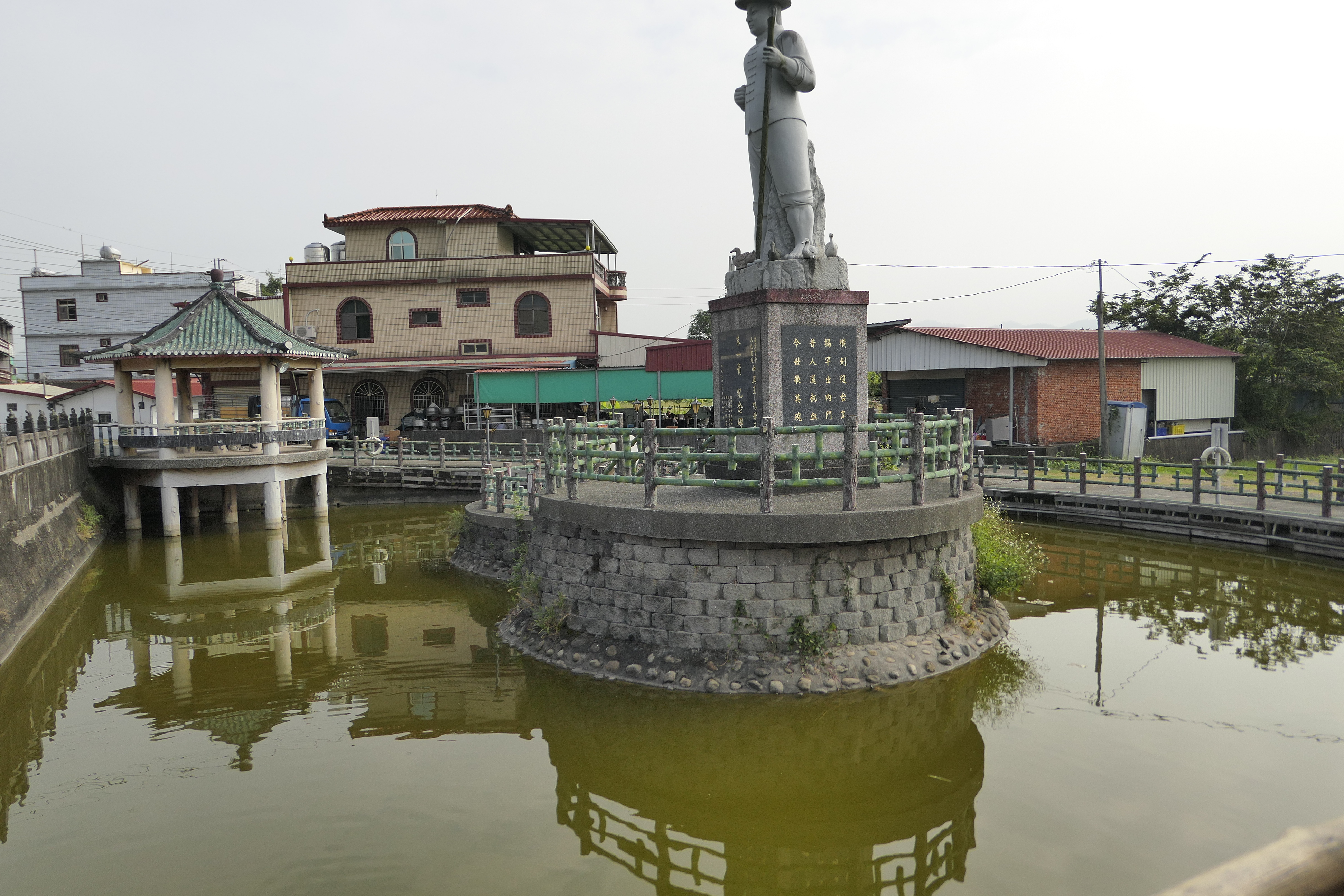
月眉塘
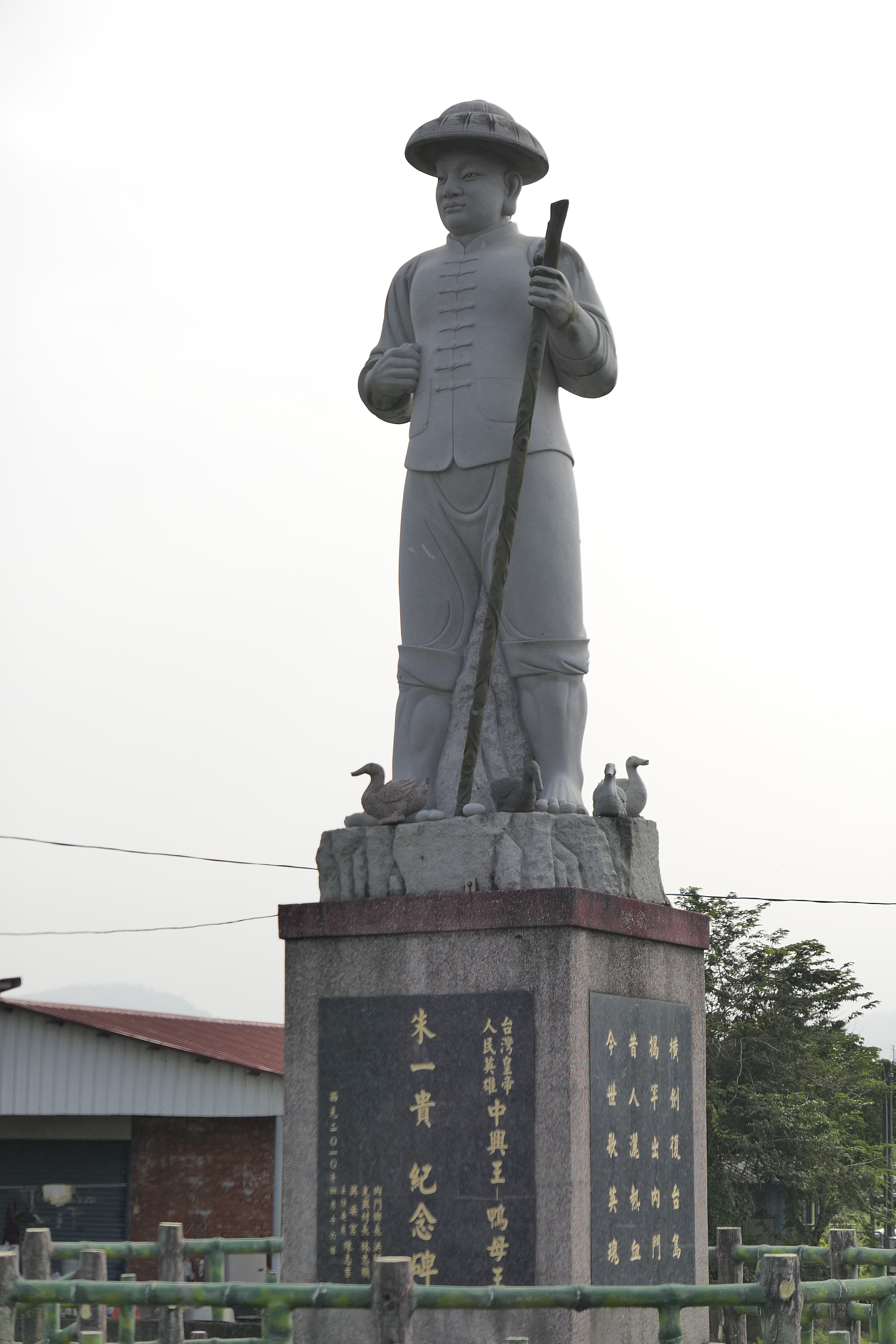
朱一貴紀念碑